# Match des champions 2014
Il Match des champions 2014 è la 10ª edizione del Match des champions.
Si è disputato il 23 settembre 2014 tra i seguenti due club:
- Limoges CSP, campione di Francia 2013-14
- JSF Nanterre, vincitore della Coppa di Francia 2013-14

## Finale
| Arbitri: | Hosselet Difallah Milliot |

| |            | |
| Smith 13 | Punti      | 13 Weems |
| Moerman 5 | Assist     | 7 Riley |
| Moerman 7 | Rimbalzi   | 10 Jaiteh |
| 5 Smith• 9 Westermann• 13 Batista• 16 Boungou Colo• 18 Moerman 10 Kanté• 12 Camara• 14 Zerbo• 17 Amagou• 25 Curry• 44 Plaisted | Formazioni | 9 Nzeulie• 10 Riley• 11 Shuler• 14 Jaiteh• 34 Weems 3 Clark• 5 Judith• 7 Gomis• 13 Passave-Ducteil• 21 Ekperigin |
| Philippe Hervé | Allenatori | Pascal Donnadieu                                                                                                 |